# 광주관광
유한회사 광주관광(有限會社 光州觀光)은 광주광역시의 전세버스, 공항버스 운송 업체이고, 본사는 광주광역시 북구 무등로 269-1 (중흥동)에 위치해 있다. 주로 통근버스를 운영하며, 2001년부터 광주공항버스의 운행도 담당하고 있으나, 적자로 인하여 12월 31일까지 운행을 중단한다.

## 주요 연혁
- 1987년 12월 17일: 광주전세(光州傳貰)라는 상호로 회사 설립
- 2002년 2월 1일: 광주공항버스 운행 개시
- 2012년 9월 1일: 광주전세에서 현재의 상호로 변경되었다.
- 2019년 1월 1일: 광주공항버스 6개월간의 휴무를 시작

## 운행 노선
- ● 1000번: 단사공원 ~ 무등파크호텔 ~ 조선대학교 ~ 문화전당역 ~ 국립아시아문화전당 ~ 금남로4가역 ~ 금남로5가역 ~ 광주종합버스터미널 ~ 광주광역시청 ~ 김대중컨벤션센터 ~ 김대중컨벤션센터역 ~ 공항역 ~ 송정공원역 ~ 광주송정역 / 지하 광주송정역 ~ 광주공항 (2019년 1월 1일부터 12월 31일까지 운행중단)

## 보유 차량
전 차량이 현대 유니버스로 운행한다.
- 현대 유니버스 스페이스 엘레강스
- 현대 유니버스 스페이스 컴포트
- 현대 뉴 프리미엄 유니버스 스페이스 럭셔리

## 갤러리

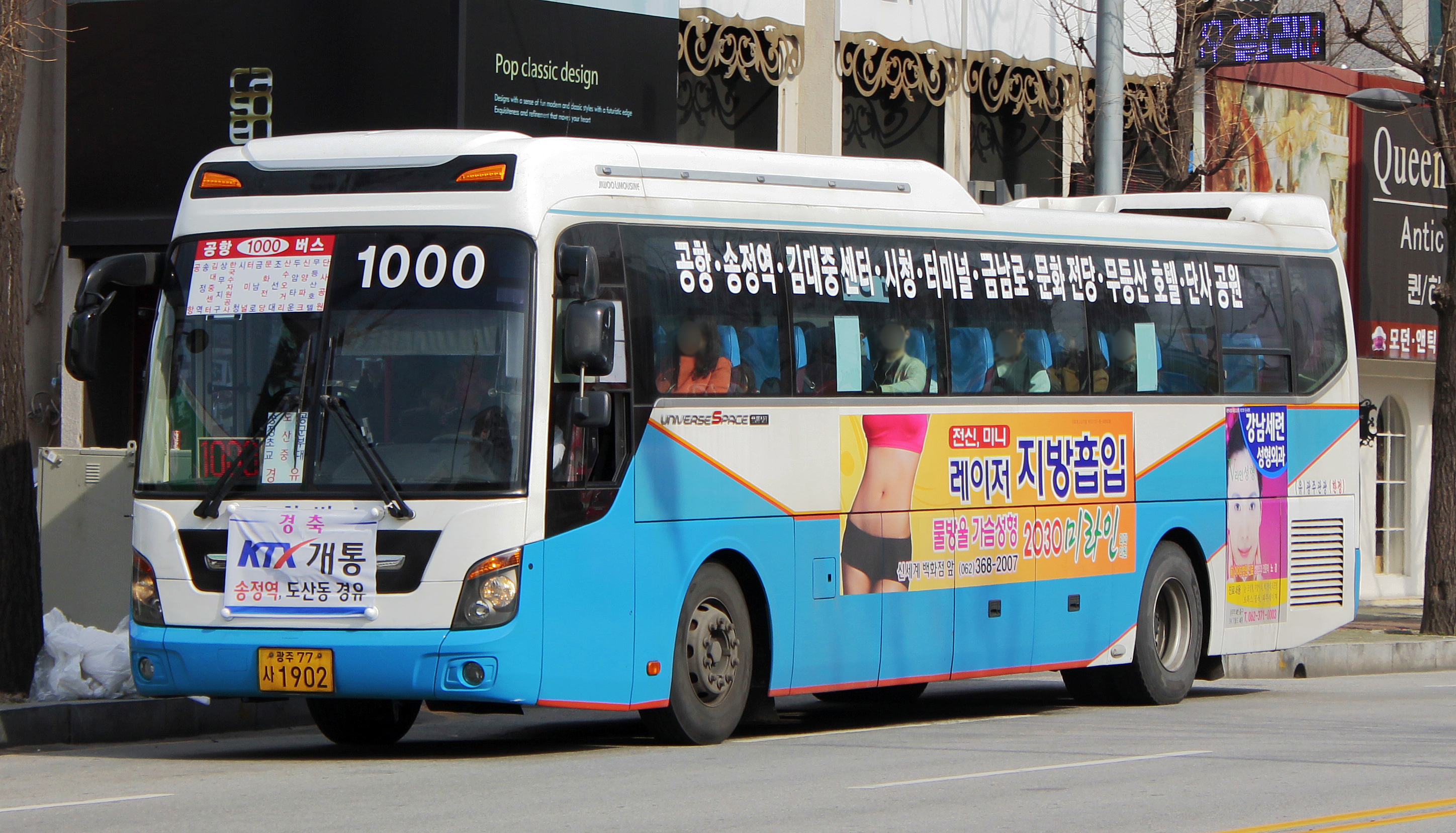
광주공항버스 1000번 현대 유니버스